# Battaglia di 73 Easting
La battaglia di "73 Easting" fu una battaglia combattuta nella notte tra il 26 ed 27 febbraio 1991 durante la Guerra del Golfo fra le forze corazzate di Stati Uniti e Regno Unito da una parte e Guardia repubblicana irachena dall'altra. Lo scontro avvenne in seguito alle prime fasi dell'Operazione Desert Sabre.

## Unità

### Forze della coalizione
- 2º Reggimento di Cavalleria corazzata americano (unità da ricognizione del VII Corpo della 3ª Armata americana);
- 3ª Divisione Corazzata americana;
- 1ª Divisione di Fanteria americana;
- 1ª Divisione Corazzata britannica;

### Forze irachene
- Unità corazzate della Guardia repubblicana

## Battaglia
Alle 16:22 del 26 febbraio l'avanguardia del VII Corpo individuò otto T-72 iracheni nel settore 73 Easting, durante l'avanzata nel deserto iracheno. Per paura di perdere l'effetto sorpresa, il comandante americano McMaster ordinò un violento attacco. Gli americani disponevano di 13 M3 Bradley, 2 M106 portamortai, un M577 (veicolo comando, variante dell'M113), un M981 FISTV e 10 M1A1 Abrams. Sfruttando i visori notturni, gli americani ruppero le linee irachene velocemente distruggendo più di 20 carri armati iracheni, altri veicoli e bunker, facendo numerosi prigionieri in appena 20 minuti. A battaglia ormai conclusa dei rinforzi americani arrivarono sul luogo dello scontro.

Alle 18:30 diversi T-72 e T-55 iracheni contrattaccarono. Nonostante la loro superiorità negli armamenti, gli americani accusarono il colpo e solo l'intervento degli obici dell'artiglieria e di elicotteri da combattimento salvarono i carri statunitensi dalla disfatta.

Alle 21:00 un M3 Bradley venne danneggiando e, non potendo più muoversi e sparare attraverso la torretta, divenne un facile bersaglio. Mentre l'equipaggio cercava di rimettere in sesto la mitragliatrice pesante, che era stata danneggiata in seguito ad un altro scontro, un colpo sparato da un BMP-1 iracheno esplose sul carro, uccidendo all'istante il sergente Moller.

Alle 22:30 la battaglia si concluse e la 1ª Divisione di Fanteria cominciò ad avanzare attraverso il deserto. Sul campo rimanevano diversi carri nemici distrutti ancora in fiamme, mentre altri mezzi corazzati iracheni vennero catturati. Con l'oscurità, le truppe americane avanzarono verso l'Obiettivo Norfolk, un'area-bersaglio dove gli americani si sarebbero appropriati dei rifornimenti iracheni. Avanzando, gli americani incontrarono altre unità irachene e nello scontro alcune unità americane superarono le linee irachene e vennero scambiate per iracheni. Nel caos inevitabile che seguì alcuni mezzi americani vennero colpiti dal fuoco amico, finché non fu ordinato loro di ritirarsi per riorganizzare le forze e distruggere gli iracheni con l'artiglieria.

In seguito la 1ª Divisione di Fanteria attaccò nuovamente alle 00:30 del 27 febbraio avanzando verso l'Obiettivo Norfolk, dove venne raggiunta dalla 1ª Divisione Corazzata (da nord) e dalla 3ª Divisione Corazzata (da sud).

La 1ª Divisione Corazzata britannica dovette respingere un attacco iracheno nel suo settore con l'aiuto di elicotteri Apache e dell'artiglieria. Le divisioni irachene attaccarono nuovamente gli inglesi, ingaggiando con loro una delle battaglie più prolungate del conflitto. Con l'ausilio di lanciarazzi MLRS, dell'artiglieria e dei raid aerei, gli inglesi riuscirono a respingere l'esercito iracheno distruggendo circa 40 carri armati nemici.

Il giorno seguente, il 28 febbraio 1991, gli scontri in Iraq cessarono.